# 天主教聖胡斯托教區
天主教聖胡斯托教區（拉丁語：Dioecesis Sancti Iusti）是阿根廷一個羅馬天主教教區，屬布宜諾斯艾利斯總教區。
教區成立於1969年7月18日，位於布宜諾斯艾利斯省馬坦薩縣。2004年有教友810,000人（佔轄區總人口90.0%）、四十個堂區、六十九名司鐸。現任教區主教為巴爾多梅羅·卡洛斯·馬爾蒂尼。